# Landschaftsschutzgebiet Hörster Egge

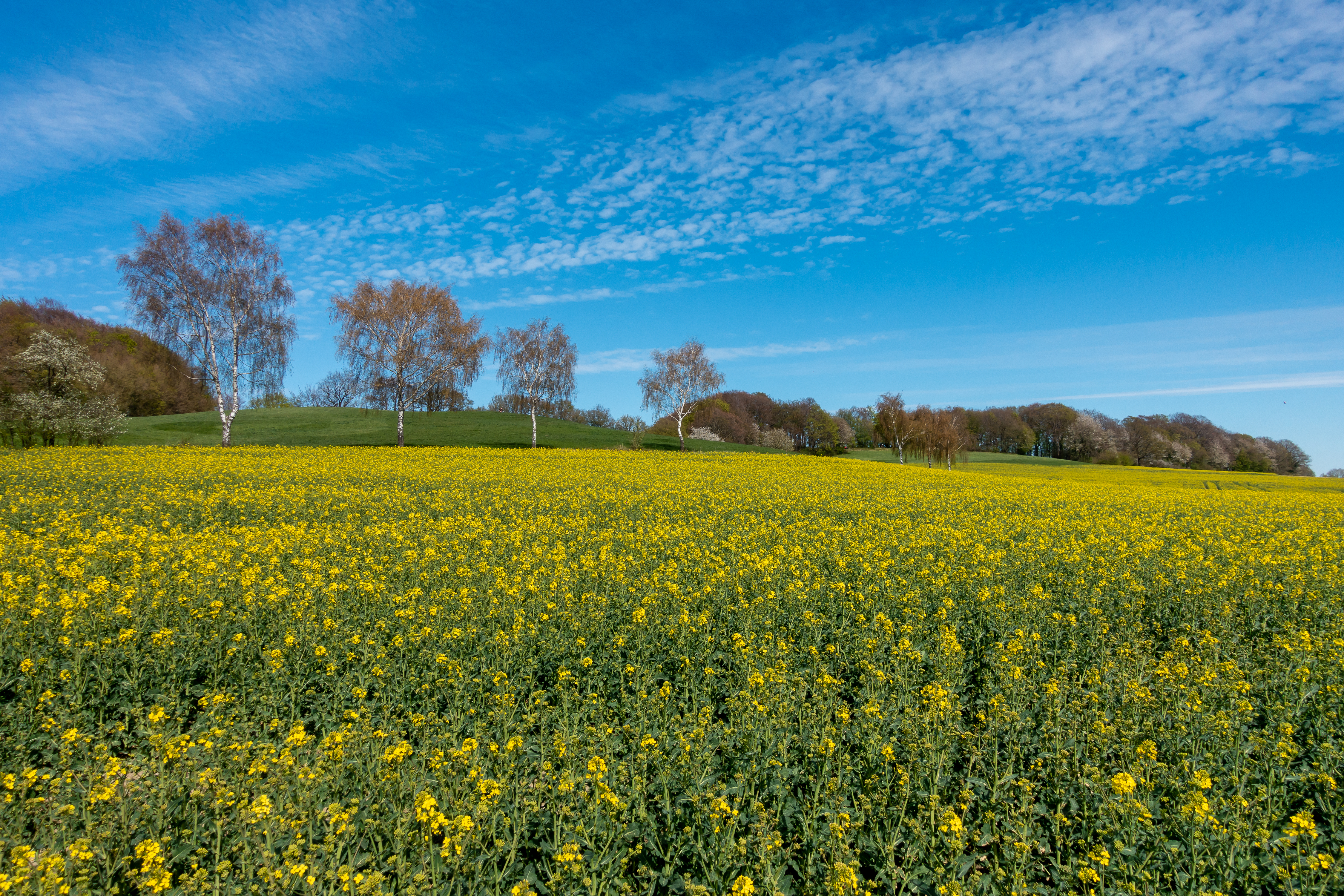
Landschaftsschutzgebiet Hörster Egge im Hintergrund von Nordosten

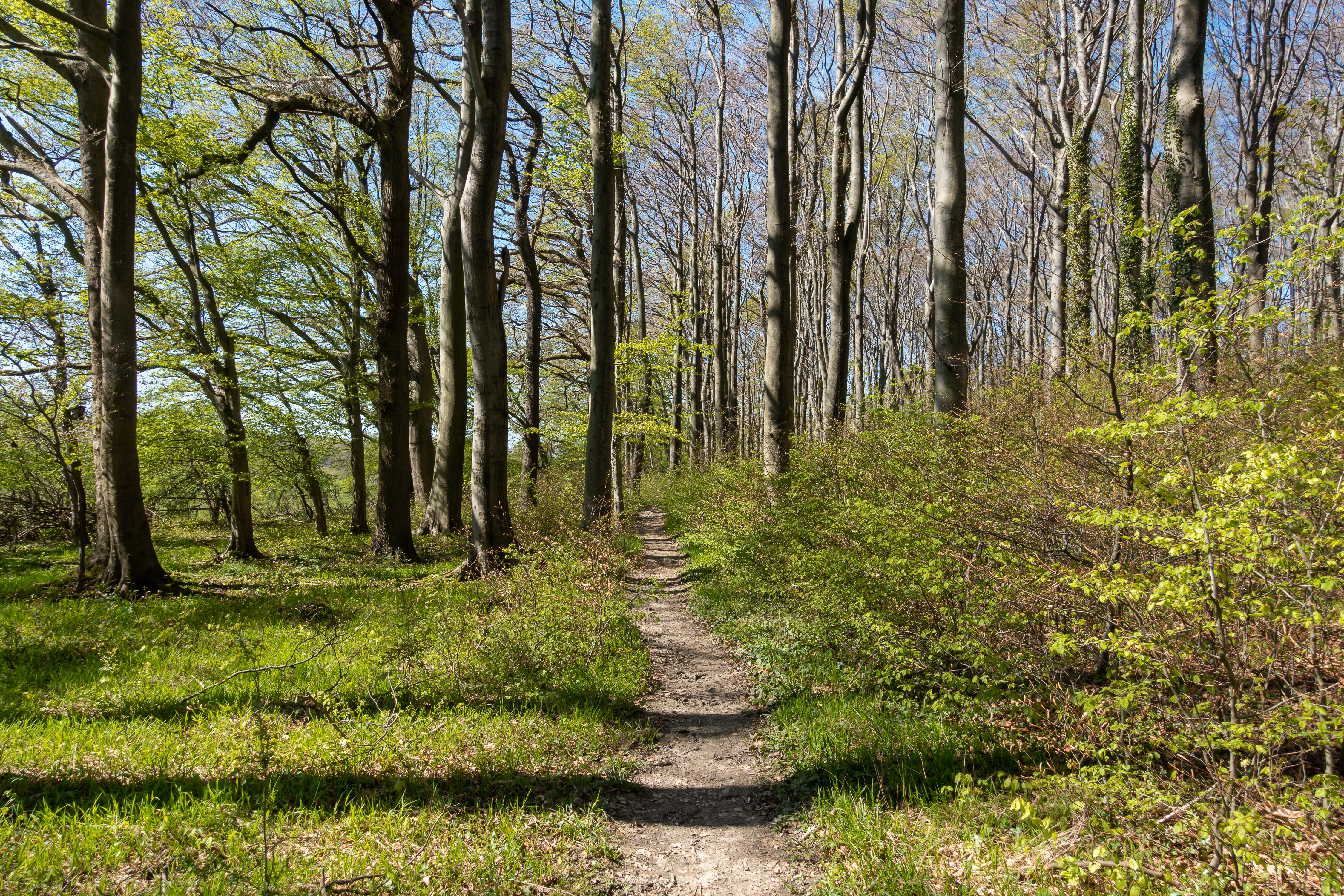
Waldbereich mit Wanderweg

Das Landschaftsschutzgebiet Hörster Egge mit 76,7 ha Flächengröße liegt im Stadtgebiet Lage südlich von Billinghausen. Es wurde 2006 mit dem Landschaftsplan Lage durch den Kreistag des Kreises Lippe als Landschaftsschutzgebiet (LSG) ausgewiesen.

## Beschreibung
Das LSG umfasst einen naturnahen Buchenwald und Grünland auf dem 206 m hohen Berg Hörster Egge. 
Der Landschaftsplan Lage führt zum Landschaftsschutzgebiet aus: „Der zusammenhängende, landschaftsraumtypische Biotopkomplex zeichnet sich durch seine besonders abwechslungsreiche Ausstattung an offenen und geschlossenen Biotoptypen aus. Der wertvolle Buchenwald, die jüngeren und älteren Sukzessionsflächen und die vielfältig gegliederten Grünlandbereiche sind ein wesentlicher Bestandteil des durchgehenden, dem Teutoburger Wald nördlich vorgelagerten Muschelkalkzuges als überregional bedeutsames Biotopverbundsystem Hörster Egge und Münterberg der LÖBF NRW. Das Gebiet stellt sich als wertvoller Bereich für Amphibien, Libellen, Schmetterlinge und die Avifauna dar (insbesondere Höhlenbrüter, Hecken- und Gebüschbrüter, Wiesenbrüter), es kommen Tier- und Pflanzenarten der Roten Liste in Nordrhein-Westfalen vor.“

## Schutzzwecke für das LSG
Laut Landschaftsplan erfolgte die Ausweisung des LSG
- „zur Erhaltung und Wiederherstellung der Leistungsfähigkeit des Naturhaushaltes in ökologisch besonders wertvoll strukturierten Bereichen mit Wasser-, Klima- und Biotopschutzfunktionen,“
- „zur Erhaltung und Wiederherstellung von Quellbereichen und naturnahen Fließgewässern, Wald- und Grünlandbereichen unterschiedlicher Feuchtestufen, Feldgehölzen, Hecken und Obstwiesen,“
- „zur Erhaltung morphologisch ausgeprägter Bereiche zur Sicherung der landschaftlichen Eigenart und Vielfalt für die Erholung,“
- „zur Erhaltung wertvoller Biotopkomplexe aus Wald-Grünlandbereichen, Fließgewässern und Quellen sowie Biotopen nach § 62 LG mit wichtigen Refugial-, Puffer-, Trittstein- und Vernetzungsfunktionen,“
- „zur Erhaltung und Wiederherstellung wichtiger Rückzugsräume für die bedrohte Tier- und Pflanzenwelt,“
- „zur Sicherung der das Orts- und Landschaftsbild gliedernden und belebenden und die dörflichen Siedlungsstrukturen prägenden Freiraumelemente.“[1]

## Rechtliche Vorschriften
Im Landschaftsschutzgebiet ist unter anderem das Errichten von Bauten und Fischteichen verboten. Grün- und Brachland darf nicht in eine andere Nutzungsart umgewandelt oder umgebrochen werden.